# Jeanne-Marie Ruth-Rolland
Ne doit pas être confondu avec Ruth Roland.
Pour les articles homonymes, voir Rolland.
Jeanne-Marie Ruth-Rolland, née Ruth le 17 juin 1937 à Bangassou et morte le 4 juin 1995 à Paris 12e, est une femme politique, ministre, enseignante et travailleuse sociale. Elle est considérée comme la première femme candidate à une élection présidentielle africaine.

## Biographie
Jeanne-Marie Ruth-Rolland était la fille d'un père franco-marocain et d'une mère centrafricaine. Elle a épousé un marchand d'armes français installé à Bangui avec qui elle a eu cinq enfants. Elle a commencé sa carrière, en 1956, en tant que superviseur pour le système d'éducation du territoire français de l'Oubangui-Chari puis a continué à assumer cette fonction d'encadrement du système de l'éducation nationale après l'indépendance et la proclamation de la République centrafricaine en 1960. Elle assuma cette charge jusqu'en 1964. Ensuite, elle a travaillé comme assistante sociale et vint en aide aux enfants de la rue. Elle fut nommée à la tête des services sociaux de l'armée dans les Forces armées centrafricaines où elle acquit le grade de chef de bataillon.
En 1979, Jeanne-Marie Ruth-Rolland est devenue conseillère du gouvernement et plus tard a été nommé ministre de la promotion de la condition de la femme. Elle a fondé et conduit le Parti républicain centrafricain.
Pendant ce temps, elle a continué à s'occuper des enfants de la rue et a été surnommée "tante Ruth", un nom qui a continué à être utilisé tout au long de sa vie. Jeanne-Marie Ruth-Rolland a été désignée présidente de la Croix-Rouge centrafricaine.
En 1981, André Kolingba est devenu président de la République centrafricaine, et en octobre 1983, Kolingba a ordonné l'arrestation de Ruth-Rolland pour sa dénonciation de détournement de fonds publics par le ministre des Affaires sociales Gaston Gambor et Ministre de l'Eau et des Forêts Sébastien Guipi. Amnesty International dénonça cette détention et demanda en vain sa libération. En août 1987 Ruth-Rolland a été condamnée à l'emprisonnement pour trois ans par un tribunal spécial pour les questions politiques pour sa critique envers le gouvernement corrompu de Kolingba. Bien que libérée en septembre 1989, elle a été de nouveau arrêtée en décembre de cette même année pour avoir refusé de se plier à l'entourage présidentiel. Elle a ensuite été détenu au camp police dans les locaux de la Compagnie Nationale de Sécurité (CNS) jusqu'à avril 1991.
L'année suivante, en 1992, Ruth-Rolland était candidate aux premières élections multipartis et a été élue députée pour le siège de Bakouma. Comme son propre parti politique n'avait pas été légalisé lors de l'élection, elle a couru en tant que leader du parti du Forum Civique. L'élection, cependant, a été annulée par la Cour suprême de la République centrafricaine et reportée à l'année suivante en 1993. Ruth-Rolland a pu participer sous l'étiquette de son propre Parti républicain centrafricain. Elle a été réélue députée en dépit des tentatives d'annulation du scrutin par le Président Kolingba. Par la suite, elle a été nommée ministre des Affaires sociales, de la Condition féminine et de la Solidarité nationale.
Jeanne-Marie Ruth-Rolland quitta son poste ministériel le 22 août 1993, afin de se présenter comme candidate à l'élection générale en République centrafricaine. Elle fut, la première femme en Afrique à se porter candidate à une élection présidentielle. Ruth-Rolland n'obtint que 1 % des voix. Après l'élection présidentielle, elle a repris son poste de député de Bakouma et a participé au consortium de prospection de l'or dans les régions orientales du pays.
Au cours de l'année 1994, son état de santé se dégrada. Ruth-Rolland tomba malade et fut hospitalisée à Paris, où elle mourut, à l'âge de 57 ans, le 4 juin 1995. La cause de sa mort n'a pas été donnée. Un mémorial a été érigé à Bakouma en son honneur.